# Conquista militar
Conquista es el acto de subyugación militar de un enemigo por la fuerza de las armas. Un ejemplo es la conquista normanda de Inglaterra, la cual proveyó la subyugación del Reino de Inglaterra y la adquisición de la Corona inglesa por Guillermo el Conquistador en 1066. Hay muchos otros ejemplos de conquista a través de la historia militar: la conquista romana de Britania, la conquista maurya de Afganistán y el entero subcontinente indio, la conquista española del imperio azteca, el Imperio incaico, y varias conquistas musulmanas, entre muchas otras.

## Conquistas antiguas
Los antiguos pueblos civilizados llevaron a cabo guerras a gran escala que fueron, en efecto, conquistas. En Egipto, los efectos de la invasión y conquista pueden verse en diferentes tipos raciales representados en pinturas y esculturas. Tanto los asirios como los egipcios ocasionalmente comenzaban una guerra en contra de su raza menos civilizada, o al menos de toda la población masculina adulta y la absorción de mujeres y niños por la raza conquistadora, así también prácticamente extinguían a la tribu conquistada.
La mejora de la producción agrícola no era propicia para la paz, permitía la especialización incluyendo la formación de ejércitos cada vez más grandes y tecnología armamentística mejorada. Esto combinado con el crecimiento de la población y el control político, hizo que la guerra se volviera más generalizada y destructiva. Así, los aztecas, incas, los reinos africanos de Dahomey y Benín y las antiguas civilizaciones de Egipto, Babilonia, Asiria y Persia sobresalen como más militaristas que las tribus menos civilizadas que ellos. Las aventuras militares eran a gran escala y la conquista efectiva era ahora factible por primera vez.

## Conquista y saqueo
El saqueo ha sido en todos los tiempos y lugares un resultado de la guerra; los conquistadores tomaban cualquier cosa de valor que pudieran, y el deseo de ello ha sido una de las causas más comunes de la guerra y la conquista.

## Subyugación
Con la subyugación surgieron más distinciones de clases. La gente conquistada era esclavizada; así, eran producidas las clases sociales con mayor diferencia: los esclavos y los libres. Los esclavos eran puestos a trabajar para apoyar a las clases superiores, quienes consideraban a la guerra como su negocio principal. Con la conquista efectiva, la subyugación y la esclavitud es que surge el estado y no antes. El estado es en origen un producto de la guerra y existe principalmente como una paz forzosa entre conquistadores y conquistados. De la esclavitud y de la conquista, otra consecuencia de la guerra fue que surgió la diferenciación de clases y ocupaciones denominada la división del trabajo. A través de la conquista, la sociedad se dividió en una clase militante dominante y una clase industrial. La función reguladora se transfirió entre los soldados conquistadores y operaciones aparte de los siervos y esclavos.

## Conquista y el estado
En la formación del estado moderno, las causas inmediatas conspicuas son los hechos cercanamente relacionados de migración y conquista. El estado ha incrementado la civilización y el contacto cultural permitiendo un intercambio y estímulo culturales; frecuentemente los conquistadores se han apoderado de la cultura de sus súbditos.

## Conquista que lleva a la migración
La conquista militar ha sido una de las causas más persistentes de las migraciones humanas. Hay una influencia significativa de la migración y la conquista en el desarrollo político y la formación del estado. La conquista que lleva a la migración ha contribuido a la mezcla de razas y el intercambio cultural. La influencia de los últimos puntos en la conquista ha sido de mucho mayor significado en la evolución de la sociedad. La conquista pone en contacto a los humanos, incluso aunque es un contacto hostil.

## Cultura después de la conquista
Después de una conquista donde una minoría se impone a una mayoría, usualmente adopta el lenguaje y la religión de la mayoría, a través de esta fuerza de números y debido a que un gobierno fuerte puede ser mantenido solo a través de la unidad de estos dos importantes hechos. En otros casos, especialmente cuando los conquistadores crean o mantienen fuertes instituciones culturales o sociales, la cultura conquistada puede adoptar normas o ideas de la cultura conquistadora para facilitar las interacciones con la nueva clase reinante. Estos cambios fueron impuestos a menudo sobre el pueblo conquistado mediante la fuerza, particularmente durante las conquistas motivadas por la religión.

## Métodos de conquista
Los otomanos usaron un método de conquista no militar gradual, en la cual establecieron suzeranía sobre sus vecinos y entonces desplazaron sus dinastías reinantes. Este concepto fue sistematizado primeramente por Halil İnalcık. Las conquistas de este estilo no involucraron una revolución violenta sino que fueron un proceso de lenta asimilación, establecida por medios burocráticos tales como registros de la población y recursos como parte del sistema feudal timar.